# Теорема де Гуа
Теоре́ма де Гуа — одно из обобщений теоремы Пифагора на старшие размерности.
Высечем из куба пирамиду, отрезав плоскостью одну из его вершин. Тогда для такой пирамиды верно следующее соотношение:
квадрат площади грани противолежащей вершине куба (вершине при прямом угле) равен сумме квадратов площадей граней прилежащих к этому углу (см. рисунок).
{\displaystyle S_{ABC}^{2}=S_{ABD}^{2}+S_{BDC}^{2}+S_{ADC}^{2}.}
Иными словами, если мы заменим плоский прямой угол трёхмерным, отрезки — гранями, а треугольник — пирамидой, то теорема снова окажется верна, но не для длин сторон, а для площадей граней полученной пирамиды.
Существует обобщение этой теоремы для n-мерного пространства и ортогональных n-симплексов: сумма квадратов всех (n − 1)-мерных объёмов граней, прилегающих к ортогональному углу n-симплекса, равна квадрату (n − 1)-мерного объёма грани, противоположной ортогональному углу. Ортогональным углом называется угол n-симплекса, все прилегающие к которому (n − 1)-мерные грани попарно ортогональны. Теорема де Гуа является частным случаем этой теоремы для 3-симплексов (то есть тетраэдров), а теорема Пифагора — для 2-симплексов (обычных плоских треугольников).

## Доказательства

### Доказательство № 1
Выразим ребра DA, DB и DC прямоугольного тетраэдра через единичные координатные векторы {\displaystyle {\vec {e}}_{1}}, {\displaystyle {\vec {e}}_{2}} и {\displaystyle {\vec {e}}_{3}}:
{\displaystyle DA=a{\vec {e}}_{1};\quad DB=b{\vec {e}}_{2};\quad DC=c{\vec {e}}_{3},}
где {\displaystyle a,b,c} — длины соответствующих сторон тетраэдра.
Для векторов AB и АС имеем:
{\displaystyle AB=b{\vec {e}}_{2}-a{\vec {e}}_{1};\quad AC=c{\vec {e}}_{3}-a{\vec {e}}_{1}.}
Поскольку площадь треугольника равна половине векторного произведения двух его сторон,
{\displaystyle S_{ABC}={\frac {1}{2}}(b{\vec {e}}_{2}-a{\vec {e}}_{1})\times (c{\vec {e}}_{3}-a{\vec {e}}_{1}).}
Возведя последнее выражение в квадрат и раскрыв скобки c учётом того, что попарные векторные произведения единичных координатных векторов равны единице, получим
{\displaystyle S_{ABC}^{2}={\frac {1}{4}}(a^{2}b^{2}+a^{2}c^{2}+b^{2}c^{2}).}
Площади граней ABD, ACD и BCD равны
{\displaystyle S_{ABD}={\frac {ab}{2}};\quad S_{ACD}={\frac {ac}{2}};\quad S_{BCD}={\frac {bc}{2}},}
откуда
{\displaystyle S_{ABC}^{2}=S_{ABD}^{2}+S_{ACD}^{2}+S_{BCD}^{2}.}

### Доказательство № 2
Известно, что площадь проекции плоской фигуры на некоторую плоскость равна площади этой фигуры, умноженной на косинус двугранного угла между фигурой и плоскостью проекции. Проекциями треугольника ABC на координатные плоскости являются треугольники ABD, ACD и BCD. Поэтому
{\displaystyle S_{ABD}=S_{ABC}\cos \alpha ;\quad S_{ACD}=S_{ABC}\cos \beta ;\quad S_{BCD}=S_{ABC}\cos \gamma ,}
где {\displaystyle \cos \alpha ,\cos \beta ,\cos \gamma } — направляющие косинусы нормали к плоскости ABC.
Согласно свойству направляющих косинусов
{\displaystyle \cos ^{2}\alpha +\cos ^{2}\beta +\cos ^{2}\gamma =1,}
откуда
{\displaystyle S_{ABC}^{2}=S_{ABC}^{2}\cos ^{2}\alpha +S_{ABC}^{2}\cos ^{2}\beta +S_{ABC}^{2}\cos ^{2}\gamma }
и
{\displaystyle S_{ABC}^{2}=S_{ABD}^{2}+S_{ACD}^{2}+S_{BCD}^{2}.}

### Доказательство № 3
Теорема может быть доказана, исходя из формулы Герона для площади треугольника и теоремы Пифагора.

## История
В 1783 году теорема была представлена Парижской академии наук французским математиком Жаном-Полем де Гуа, однако ранее она была известна Рене Декарту и до него Иоганну Фульгаберу, который, вероятно, первым открыл её в 1622 году. 
В более общем виде теорему сформулировал Шарль Тинсо в докладе Парижской академии наук в 1774 году.